# Crisis in Six Scenes
Crisis in Six Scenes es una miniserie de televisión estadounidense escrita y dirigida por Woody Allen, desarrollada para Amazon Studios y estrenada el 30 de septiembre de 2016. Los seis capítulos de los que consta la serie fueron escritos, dirigidos y protagonizados por el propio Allen, lo que supuso su debut como creador en este tipo de obra audiovisual, al que ya se habían incorporado en los últimos años otros consagrados directores de cine como Martin Scorsese o David Fincher. Cuenta, además, con la participación de la cantante y actriz Miley Cyrus.

## Producción

### Desarrollo
Allen escribió los seis episodios para la serie, de media hora de duración, siendo la primera vez que lo ha hecho para la televisión. Está disponible en Amazon Video. Amazon solicitó la producción de una temporada completa. A propósito de la serie, Allen comentó lo siguiente: «No sé cómo me metí en esto; no tengo ninguna idea y no estoy seguro de por dónde empezar. Creo que Roy Price (jefe de Amazon Studios) va a arrepentirse de esto».
El acuerdo con Allen fue visto como una oportunidad para dar a Amazon una posible ventaja en su competencia con otras cadenas de televisión, como Netflix. La serie fue anunciada pocos días después de que Amazon fuese ganador del Globo de Oro por la comedia dramática  Transparent, otra serie original de Amazon. La última vez que Allen había escrito para la televisión fue en la década de 1950, cuando escribió para Sid Caesar. Él asegura escribir sus guiones y nunca haber enviado un correo electrónico.
En una entrevista en 2015, Allen dijo que el progreso de la serie había sido «muy, muy difícil» y que se había «arrepentido cada segundo desde que di el OK». En septiembre de 2016, se publicó el primer tráiler de la serie, siendo anunciado su estreno para el día 30 de ese mismo mes.

### Casting
En enero de 2016, se anunció que la serie sería protagonizada por Allen, Miley Cyrus y Elaine May, y que el rodaje comenzaría en marzo.
En febrero de 2016, se anunció que John Magaro y Rachel Brosnahan se habían unido al reparto. A mediados de mayo de 2016, Allen confirmó que había finalizado el montaje de la serie, y dijo que esta sería la única temporada de la misma.

## Reparto
Principal
- Woody Allen como Sidney Muntzinger.
- Miley Cyrus como Darlene "Lenny" Dale.
- Elaine May como Kay Munsinger.
- John Magaro como Allen Brockman.
- Rachel Brosnahan como Ellie.

Secundarios
- Rebecca Schull
- Becky Ann Baker
- Michael Rapaport
- Margaret Ladd
- Joy Behar
- David Harbour
- Christine Ebersole

## Recepción de la crítica
Crisis in Six Scenes ha recibido críticas mixtas de los críticos. En una reseña de Rotten Tomatoes, la serie tiene un índice de aprobación del 21%, basado en 39 revisiones, con un calificación promedia de 4,9 / 10. La crítica dice, "la capacidad cinematográfica de Woody Allen demuestran un mal ajuste en la pequeña pantalla, una charla pesada, sin gracia, y producción global desacoplada enterrados bajo numerosas ofertas superiores". En Metacritic, que asigna una calificación normalizada, la serie tiene una puntuación de 44 sobre 100, basado en 28 críticos, lo que indica "críticas mixtas o de la media".
En octubre de 2016 la revista V realizó una lista con las mejores series de televisión para el otoño, siendo esta producción una de las seleccionadas en su lista. En la reseña comentan: «es una de las sorpresas más refrescantes de la temporada. El espectáculo, creado en los años 60 de Nueva York, se centra en torno a un fugitivo de prisión, interpretado por Miley Cyrus, la invasión de la casa de una pareja casada más años, Allen y Elaine May, que se esconden en hasta su siguiente movimiento. jugadas dinámicas de los personajes como una versión aún más ridícula de la cena de Acción de Gracias charla de su familia, y sus historias individuales chocan en el episodio final, poniendo fin a la historia con un tinglado ridículamente histérica».